# Ftalilsulfatiazol
Ftalilsulfatiazolul este un antibiotic din clasa sulfamidelor care este utilizat în tratamentul unor infecții bacteriene (infecții ale colonului), având spectru larg de acțiune.